# Cicuco (kommun)
Cicuco är en kommun i Colombia.   Den ligger i departementet Bolívar, i den norra delen av landet, 500 km norr om huvudstaden Bogotá. Antalet invånare är 11 094. Cicuco ligger vid sjöarna  Ciénaga Suan Ciénaga de Loba Ciénaga La Guadua Ciénaga La Florida och Ciénaga Los Caimanes.